# Socerb
Socerb (italijansko San Servolo) je naselje vaškega značaja v Slovenski Istri, tik nad mejo z Italijo oz. Dolino pri Trstu. Naselje upravno spada pod Mestno občino Koper. 

Socerb je gručasto naselje  na kraškem robu, na pomolu iz fliša in apnenca. Okoli 30 metrov nad naseljem stojijo ruševine gradu Socerb, v katerih je sedaj gostišče. V bližini gradu je Sveta jama, v kateri se nahaja edina podzemna cerkev v Sloveniji. V jami naj bi svojčas prebival sveti Socerb, po katerem se naselje tudi imenuje.